# Trinity (luchadora estadounidense)
Stephanie Finochio (Nueva York, 1 de diciembre de 1971), conocida por su nombre en el ring de Trinity, es una ex luchadora profesional y valet, actriz y especialista de cine estadounidense.

## Carrera profesional

### Primeros años (2002–2005)
Tras completar su formación, Finochio debutó en la lucha libre profesional el 10 de octubre de 2002 sin utilizar su apellido, donde perdió ante Beth Phoenix. El 13 de octubre, Finochio, ahora con el nombre artístico de Stephanie Trinity, derrotó a Simply Luscious para ganar su primer combate de lucha libre profesional. El 26 de octubre, Finochio debutó en Chikara con el nombre artístico de Stephanie Starr, donde perdió ante Mercedes Martínez. El 1 de noviembre, Trinity perdió ante Luscious en la revancha. El 17 de enero de 2003, Trinity luchó contra la campeona femenina de la NWA, Bam Bam Bambi, por el título, pero fue derrotada.
El 13 de septiembre, Trinity derrotó a April Hunter para ganar el NWA Shockwave Women's Championship. Trinity hizo su primera defensa del título el 21 de febrero de 2004 contra Ariel, donde consiguió retener el título. El 28 de agosto de 2004, Trinity perdió el título ante Hunter en un combate a cuatro bandas en el que también participaron Ariel y Tracy Brooks, poniendo fin a su reinado con 350 días.
El 13 de mayo de 2005, Trinity participó en el evento de debut de Queens of Chaos, donde compitió en una batalla real para determinar el Campeonato Mundial inaugural de la promoción, que finalmente ganó Nikita.

### NWA Total Nonstop Action (2002–2005)
El 20 de noviembre de 2002, Finochio debutó en Total Nonstop Action Wrestling como Trinity, como valet del debutante tag team Divine Storm contra EZ Money y Sonny Siaki. Hizo algunas apariciones más en este papel. Después de un breve paréntesis, el 27 de enero de 2003, hizo su debut en la lucha libre como Stephanie Trinity, donde ella y Kid Kash derrotaron a Desire y Sonny Siaki en un combate mixto. Trinity luego derrotó a Desire en un combate individual el 5 de febrero antes de derrotar a ODB el 26 de febrero. 
El 19 de marzo, Trinity se convirtió en la primera mujer en la historia de TNA en competir por uno de los campeonatos masculinos de la promoción, ya que luchó contra Kid Kash y Amazing Red en un combate a tres bandas por el Impact X Division Championship de Kash, pero no pudo ganar el título. En junio, Trinity se convirtió en heel al ahogar a Goldylocks en el backstage, y consolidaría su giro heel al alinearse con Vince Russo la semana siguiente. En abril de 2004, Finochio formó la New York Connection (NYC) junto a Glenn Gilbertti, Vito LoGrasso y Johnny Swinger.
La NYC tuvo su primer combate juntos el 28 de abril, en el que Trinity, Gilbertti y Swinger perdieron ante Desire, Pat Kenney y Sonny Siaki antes de perder la revancha el 3 de junio en un dark match antes del episodio inaugural de Impact!. Trinity comenzó a pelearse con Desire, y procedió a derrotarla en un combate en camilla el 23 de junio y luego de nuevo en un combate por equipos mixtos el 7 de julio para poner fin a la disputa. En el pay-per-view inaugural de Victory Road el 7 de noviembre de 2004, la malvada Trinity derrotó a Jacqueline Moore en un desafío abierto.
Después de que el NYC se disolviera, Trinity entró en un ángulo con Tracy Brooks y el director de Autoridad de TNA Dusty Rhodes por el puesto de asistente personal de Rhodes. Brooks acabó ganando el puesto después de que su equipo de Los Discípulos de la Destrucción derrotara al equipo de Trinity, Phi Delta Slam, en el pay-per-view inaugural de Destination X, el 13 de marzo de 2005.
Trinity se convirtió entonces en la mánager de Michael Shane y reanudó su disputa con Brooks, que se convirtió en la mánager de Chris Sabin. En el pay-per-view inaugural de Hard Justice, Trinity y Shane fueron derrotados por Brooks y Sabin después de que Brooks se volviera contra Sabin y Shane contra Trinity.

### World Wrestling Entertainment (2005–2007)
Después de dejar TNA, Finochio recibió un combate de prueba con World Wrestling Entertainment (WWE), donde ella y Chris Cage perdieron ante Beth Phoenix y Aaron Stevens el 9 de noviembre de 2005. Después de aparecer en el episodio del 6 de enero de 2006 de Heat junto a Talia Madison en un segmento con The Heart Throbs, WWE firmó oficialmente un contrato con Finochio.
Finochio, como Trinity, debutó en el territorio de desarrollo de la WWE, Ohio Valley Wrestling, donde debutó el 22 de marzo de 2006 como árbitro invitada especial en un combate entre Shelly Martínez y Beth Phoenix, que ganó Phoenix. Finochio, como Trinity, hizo su debut en el ring para OVW el 29 de marzo en un combate contra Sosay que terminó en un no-contest después de ser atacada por Phoenix.
En el episodio del 13 de junio de ECW on Sci Fi, Trinity hizo su debut en la WWE como mánager de The Full Blooded Italians (Little Guido, Tony Mamaluke y Big Guido). El 24 de junio, en un house show de ECW, Finochio se lesionó la rodilla después de ejecutar un salto mortal desde la cuerda superior hacia el exterior del ring durante una pelea de gatas con Kelly Kelly y Francine, que se derivó de la victoria de esta última en el concurso de bikinis de esa misma noche. Trinity fue operada unos días después y se le dio un plazo de recuperación de seis a ocho semanas.
Finochio regresó el 7 de octubre, donde perdió ante Jazz en un combate individual en un house show. En el episodio del 31 de octubre de ECW on Sci Fi, Trinity ganó el primer "Concurso de disfraces de Diva de ECW" tras ser votada por encima de Kelly Kelly y Ariel. El 13 de enero de 2007, Trinity formó equipo con su compañera Kelly Kelly en la ECW, perdiendo contra Michelle McCool y Jillian Hall en un house show.
Finochio fue liberada de su contrato con la WWE el 22 de junio de 2007.

### Retiro
Después de quedarse libre de la WWE, Finochio se retiró de la lucha libre profesional para concentrarse en su trabajo como acróbata y especialista. El 20 de septiembre de 2008, Finochio hizo un regreso de una noche a la lucha libre bajo su antiguo nombre de Stephanie Starr, donde perdió un combate a tres bandas contra Peggy Lee Leather, que también involucró a Fantasy. El 19 de abril de 2012, Finochio comenzó a competir en el roller derby como miembro de la Strong Island Derby Revolution. El 17 de marzo de 2013, Trinity hizo su regreso a TNA en uno de sus shows, One Night Only, Knockouts Knockdown, que se emitió el 6 de septiembre de 2013. En el pay-per-view, Trinity fue derrotada por ODB.

## Vida personal
Nacida y criada en Long Island (Nueva York), se graduó en el Lindenhurst Senior High School en 1989, antes de licenciarse en el Dowling College en 1994 con una licenciatura en Administración de Empresas en contabilidad y una licenciatura en Psicología. Más tarde volvió a Dowling y obtuvo un máster en Educación en 2000. Finochio ha tenido más de veinte años de experiencia como bailarina y ha sido instructora de aeróbic certificada.

## Campeonatos y logros
- CyberSpace Wrestling Federation
  - CSWF Women's Championship (1 vez)[5]
- NWA Total Nonstop Action
  - TNA Year End Awards (1 vez)
    - Babe of the Year (2003)[14]